# Madangiacoccus araucariae
Madangiacoccus araucariae är en insektsart som beskrevs av Williams 1985. Madangiacoccus araucariae ingår i släktet Madangiacoccus och familjen ullsköldlöss. Inga underarter finns listade i Catalogue of Life.